# ویلیام موریسون
ویلیام موریسون، (به انگلیسی: William Morrison) (زاده ۱۸۷۵ - درگذشته ۱۹۵۶) کارآفرین، بازرگان و مدیر ارشد اجرایی بریتانیایی بود، که در سال ۱۸۹۹ شرکت موریسونس را تأسیس نمود. فرزند وی؛ کین موریسون هم‌اکنون ریاست هیئت مدیره این شرکت را برعهده دارد.